# 東京ギター
「東京ギター」は、1963年6月5日に ビクターより発売された橋幸夫の38枚目のシングル（VS-1000）である。	

## 概要
- 作詞佐伯孝夫、作曲吉田正で、橋の両恩師による楽曲である。橋は、前年に「江梨子」や「いつでも夢を」で、デビュー以来の股旅物や時代歌謡から青春歌謡という二つの路線を確立するが、小野善太郎は、本楽曲についてはさらに一歩進み「橋さんの低音を聞かせるという新しいイメージの曲」としている。また「タイトルも佐伯先生らしくユニーク」と評している[1]。
- 恩師の吉田は「この作品は橋君の新しいカラーだが、期待通りのできばえ、...何でも自分のものにする力量が完全に備わった」「橋君の作品を書くうえには無限の魅力」[2]としている。
- また別のところで、吉田は、この曲は「（20才になった）大人としての橋君のために作った。歌のレパートリーを広げると同時に、人間としてのレパートリーを広げ」るものとしている[3]。
- この年、橋は15枚のシングルをリリースして「舞妓はん」「白い制服」「若い東京の屋根の下」「お嬢吉三」などヒットを連発したが、橋自身も、本楽曲をこの年の「意欲作」の一つにあげている[1]。
- c/wは「俺は流れ鳥」で、これも佐伯作詞、吉田作曲である。

## 収録曲
1. 東京ギター
作詞： 佐伯孝夫、作・編曲：吉田正
2. 俺は流れ鳥
作詞： 佐伯孝夫、作・編曲：吉田正

## 収録アルバム
- 初期のLPでのベスト盤には収録されているが、近年のCDでのベスト盤への収録はない。
- CD-BOXでの収録は以下の通り
『橋幸夫大全集』（CD-BOX 6枚組　全114曲収録） [1993年9月20日発売] DISC3
『橋幸夫ベスト100+カラオケ15』（CD-BOX 5+1枚組） [2015年10月28日発売] Disc4